# 三枝零一
三枝 零一（さえぐさ れいいち、1977年2月11日 -）は、日本のライトノベル作家。

## 経歴・人物
大阪府生まれ、兵庫県育ち。大学在学中に第7回電撃ゲーム小説大賞〈銀賞〉を受賞、受賞作の『ウィザーズ・ブレイン』で電撃文庫よりデビュー。好きな作家として、安部公房、池波正太郎の名を挙げる。
某国立大で素粒子論を専攻し、大学院にも進んだ。作中に「情報制御理論」という架空の物理理論を登場させているのは修めた学問の影響である。応募時のペンネームは零一二三だった。執筆速度は非常に遅く、「一年一冊」のペースである（一冊は一エピソードという意味）。

## 作品リスト
- ウィザーズ・ブレイン・シリーズ（2001年 - 2024年、全21巻）
- 魔剣少女の星探し 十七【セプテンデキム】（2025年、既刊2巻）

### 単行本未収録
- ウィザーズ・ブレイン　ハッピーバレンタイン （電撃BUNKOYOMI）
- ウィザーズ・ブレイン　正しい猫の飼い方 （電撃hp vol.46）
- ウィザーズ・ブレイン　最終回狂想曲 （電撃h&p）